# 利默斯海恩
利默斯海恩（德語：Limeshain）是德国黑森州的一个市镇。总面积12.50平方公里，总人口5369人，其中男性2635人，女性2734人（2011年12月31日），人口密度430人/平方公里。